# Велч, Роберт
Роберт Велч (ивр. רוברט וֶלְטְש‎; 20 июня, 1924, Прага, Австро-Венгрия — 22 декабря, 1982, Иерусалим) — израильский и немецкий журналист, публицист, редактор и общественный деятель.

## Биография
Роберт Велч родился 20 июня 1891 года в Праге в известной еврейской семье. Окончил немецкую гимназию, учился в Университете имени Карла-Фердинанда на отделении права. Во время  Первой мировой войны в качестве офицера воевал на стороне Австро-Венгрии. Его двоюродный брат, Феликс Велч, был другом Франца Кафки и Макса Брода. Вместе с кузеном и его товарищами Роберт Велч разделял интерес к идеалистическому сионизму. С 1919 по 1938 год был редактором «Jüdische Rundschau» («Еврейское обозрение»), сионистской газеты, выходившей два раза в неделю в Берлине.
С 1925 по 1933 год Роберт Велч являлся активным участником организации «Брит Шалом», которая выступала за построение двунационального арабско-еврейского государства в Подмандатной Палестине.
В качестве редактора «Еврейского обозрение» стал широко известен в Германии после публикации 4 апреля 1933  статьи «Носите его с гордостью, этот желтый знак!». Это был голос протеста в ответ на нацистский бойкот еврейской общины. Призывая ассимилированное немецкое еврейство гордиться своим происхождением, Роберт Велч агитировал евреев уезжать в Палестину.
После закрытия «Еврейского обозрения»  в ноябре 1938 года, уехал в Палестину. В «Иерусалиме основал и возглавил немецкоязычную сионистскую газету Jüdische Welt-Rundschau» («Еврейское мировое обозрение»), выходившую в 1939 и 1940 годах.
Во время Второй мировой войны активно писал о политике нацистских властей на оккупированных территориях, анализировал позицию стран-сателлитов Германии.  В начале марта 1941 года был лишен чехословацкого гражданства, обвиненный нацистскими властями Протектората Богемии и Моравии  во «враждебной пропаганде».
В 1945 году переехал в «Лондон, став специальным корреспондентом крупной либеральной израильской газеты Гаарец». В этом качестве он освещал Нюрнбергский процесс.
Роберт Велч  сыграл важную роль в создании «Института изучения истории и культуры германского еврейства имени Лео Бека», названного в честь раввина и лидера немецко-еврейской общины Лео Бека. Институт представлял собой группу, занимающуюся сохранением немецко-еврейской истории и культуры, и действует до сих пор.  С 1956 по 1970 год Роберт Велч редактировал институтский «Ежегодник», а в 1982 год стал обладателем премии Лео Бека – высшей награды, присуждаемой Центральным советом евреев Германии.
Умер в Иерусалиме 22 декабря 1982 года.

## Публикации
- Zionistische Politik: eine Aufsatzreihe. Mährisch-Ostrau, 1927 Der Jude, Sonderheft zu Martin Bubers fuenfzigstem Geburtstag. Berlin:  Jüdischer Verlag,  1928.
- Theodor Herzl and we. New York, N.Y.:  Zionist Labor Party "Hitachduth" of America,  1929.
- Deutsches Judentum: Aufstieg und Krise: Gestalten, Ideen, Werke. Stuttgart:  Deutsche Verlags-Anstalt,  1963
- Max Brod and his age. New York  Leo Baeck Institute,  1970
- An der Wende des modernen Judentums: Betrachtungen aus fünf Jahrzehnten. Tübingen:  J.C.B. Mohr (P. Siebeck),  1972.
- Die deutsche Judenfrage: ein kritischer Rückblick. Koenigstein (Ts):  Jüdischer Verlag,  1981.